# Maite Díaz de Tuesta
Maite Díaz de Tuesta (Copenhague, Dinamarca,1923-Madrid, 2017) fue una pianista española, intérprete de lenguas, periodista, investigadora y profesora de inglés. Como pianista de música clásica, está en el mismo nivel que Joaquín Turina, Alicia Larrocha o Joaquín Achúcarro.

## Biografía
Era hija de Ángel Díaz de Tuesta, de familia de raíces vascas ligadas a Valdegovía, y de Carmen García Ruiz de Morales, valenciana. Debido a la profesión del padre, diplomático, la familia viajó mucho. Tanto Maite como su hermana Magdalena nacieron en Copenhague, donde vivieron su primera infancia. Se trasladaron después a Arcila y Tetuán, que formaban parte por aquel entonces del Protectorado de España en Marruecos. Al final de los años veinte del siglo XX residían en el consulado español en Basilea. Durante los años treinta residieron en Toulouse y, al término de la guerra civil española, en San Juan de Luz (Francia) y Fuenterrabía. En 1939 la familia se traslada a Orán, ciudad que albergaba una numerosa colonia de españoles. En los comienzos de la Segunda Guerra Mundial residen en Cardiff  y posteriormente en las cercanías de Londres, en donde los intensos bombardeos de la Luftwaffe alemana sobre Inglaterra marcarían intensamente su vida.

### Formación y actividad artística
Desde muy temprana edad, inicia sus estudios de piano y canto en la Royal Academy of Music  de Londres y en el Alexandra Choir, coro fundado en 1940 por Charles Proctor y que fue el único que mantuvo actividad musical en Londres durante los años de la Segunda Guerra Mundial.
Desde 1944 estudia en el Conservatorio de Lausana, en donde siguió su formación musical con el maestro suizo Charles Lassueur (1896-1977) obteniendo en 1948 el premio de la Asociación de Antiguos Alumnos del Conservatorio de Lausana. Posteriormente,  perfeccionó su formación musical con el célebre pianista alemán Walter Gieseking en Saarbrücken (Alemania) en 1950.
Su actividad como pianista tiene dos etapas bien definidas: la que desarrolla en Europa y la que lleva a cabo en el norte de África. Su vida artística como concertista de piano se inició en1947, participando en numerosos conciertos en Suiza, tanto en Ginebra como en Lausana, como solista de la Orquesta de Cámara de esta última ciudad. En una segunda época de formación, desde 1950, perfeccionó su formación musical con el célebre pianista alemán Walter Gieseking en Saarrebrük (Alemania), de quien pudo aprender sobre todo las interpretaciones del repertorio clásico e impresionista que destacaban por su minuciosidad, gradación y colorido.

Al trasladarse a África con su familia, desde 1950 y hasta 1953 su carrera se centra en Marruecos. El 8 de noviembre de 1947 se presentó por primera vez en Marruecos en el Paraninfo de la Delegación de Educación y Cultura de Tetuán. También actuó en Rabat, Casablanca, Fez, Tánger y Larache.

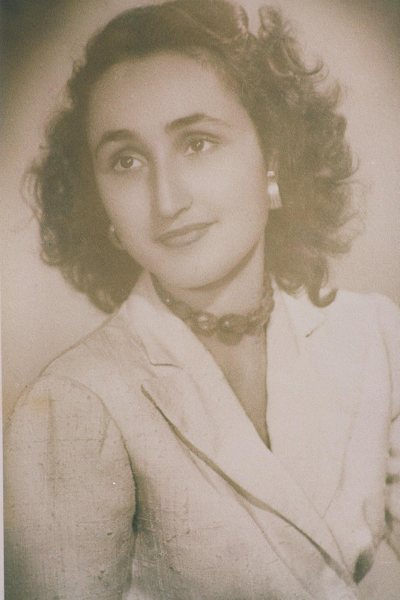
Maite a su regreso de Londres en 1950

Su actividad musical, aunque breve, recibió el unánime respaldo de la crítica y del público, destacando sus interpretaciones del repertorio de Bach, Mozart, Liszt, Schumann y Albéniz.

### Periodismo
En 1953 contrae matrimonio en Madrid con José Vázquez Moro, teniente de Artillería, y se trasladan al interior del Rif, primero al destacamento de Intervención del Kert (Dar Driuch) y, en 1956, a Melousa (Anyera). En 1961 se traslada junto a su familia a Ceuta, al concluir el repliegue del ejército español desde Marruecos tras la independencia de 1956.
Durante este período, desde 1954 hasta 1966, desarrolló una intensa y permanente actividad periodística en varios de los diarios españoles del norte de África. Destacó su trabajo como crítica de música, arte, cine y actualidad, entre los años 1949 a 1953, en el Diario de África de Tetuán. En 1954 escribe para dos nuevos medios de prensa en el Protectorado. El diario España de Tánger, dentro de la sección dedicada a aquella ciudad y en El Telegrama del Rif, donde se pueden leer sus artículos de opinión sobre temas de actualidad y variaciones sobre temas generales en las que se revelan sus dotes literarias. También escribió asiduamente en la revista musical Ritmo.

### Actividad docente
Se instala en Tetuán coincidiendo con los inicios del Marruecos independiente, a partir de 1956, y allí lleva a cabo una importante labor de intérprete de lengua francesa para los Servicios de Obras Públicas del naciente estado marroquí. En 1961 se traslada junto a su familia a la ciudad de Ceuta con motivo de la conclusión del repliegue del ejército español desde Marruecos. Graduada en la Escuela de Idiomas de Madrid, tanto en lengua francesa como en inglesa, comienza a impartir clases de idiomas en Ceuta y se incorpora como primera profesora de lengua inglesa a la Escuela Normal de Magisterio de la ciudad.
De vuelta a la península, en 1970 fija su residencia en Astorga (León). Inicia sus estudios universitarios en 1971 en la Facultad de Filología Inglesa de la Universidad de Oviedo, en donde concluye su preparación con gran brillantez en 1976. Da lectura a su tesis de licenciatura el día 30 de junio de 1976 con la calificación de sobresaliente, obteniendo el Premio Extraordinario de fin de carrera. Inicia una importante labor investigadora sobre las fuentes del antiguo inglés. Obtiene la calificación de sobresaliente en los Cursos de doctorado: La poesía inglesa contemporánea y Las novelas de Virginia Woolf. Al tiempo, concluye una investigación sobre el estudio comparativo entre el español y el antiguo inglés en el Book of Apollonius.
En 1973 llega a Valladolid, en donde impartió clases de lengua y filología inglesas en la Facultad de Filosofía Letras de la Universidad desde 1976 hasta 1978. En 1978 obtiene una beca de investigación a la que debe renunciar porque ese mismo año participa y supera las pruebas de acceso a los Cuerpos de Agregados y Catedráticos de Institutos de Bachillerato, ocupando su primer destino como Catedrática de Lengua Inglesa en el Instituto de Bachillerato Alonso Berruguete de Palencia y posteriormente en el Instituto de Bachillerato Delicias y por último, de vuelta a Valladolid, en el Instituto El Pinar de la Rubia. Allí se retiró del servicio público al término del curso 1988-1989.
Viajera incansable y poseedora de una vasta cultura, amante de la naturaleza y de los animales, en sus últimos años visitó Francia, Suiza, Italia y numerosas ciudades españolas. Falleció a los 94 años en Madrid en donde residió los últimos años de su vida. Tenía cinco hijos, once nietos y tres biznietos.